# Специальный приз жюри (Каннский кинофестиваль)
Специальный приз жюри (фр. Prix special du Jury) — непостоянная награда, присуждаемая жюри основного конкурса Каннского кинофестиваля. Приз вручается с различной дополнительной формулировкой, на усмотрение жюри, например: «За лучший актёрский ансамбль», «За мужество, смелость и оригинальность» и т. д.

## Лауреаты
- 2009 — Специальный приз жюри «За выдающиеся творческие достижения» — «Дикие травы» / «Les Herbes folles» реж. Ален Рене
- 2000 — Специальный приз жюри «За лучший актёрский ансамбль» — «Свадьба» реж. Павел Лунгин
- 1996 — Специальный приз жюри «За мужество, смелость и оригинальность» — «Автокатастрофа» реж. Дэвид Кроненберг
- 1995 — Специальный приз жюри — «Каррингтон» реж. Кристофер Хэмптон
- 1990 — Специальный приз жюри «За выдающиеся художественные достижения» — «Мать» реж. Глеб Панфилов
- 1957 — Специальный приз жюри «За оригинальный сценарий, гуманизм и романтическое величие» — «Сорок первый» реж. Григорий Чухрай